# Projection: First Light
Projection: First Light ist ein zweidimensionales Jump-’n’-Run- und Rätselspiel, das vom australischen Indie-Entwickler Shadowplay Studios entwickelt und von Blowfish Studios veröffentlicht wird. Ein Prototyp des Spiels wurde beim Global Game Jam 2016 erstellt; die Entwickler taten sich dann mit einem anderen australischen Indie-Studio SweatyChair zusammen, um das Spiel vollständig zu entwickeln. Es wurde 2019 für iOS, PC, PlayStation 4, Xbox One und Nintendo Switch veröffentlicht.

## Spielprinzip und Technik
Der Spieler steuert zwei Objekte: die Protagonistin, ein kleines Schattenpuppenmädchen namens Greta, und eine physische Lichtkugel. Mit Hilfe der Lichtkugel kann der Spieler Schatten manipulieren, die sich verfestigen und es Greta ermöglichen, weiterzugehen. Die Länge und der Winkel des Schattens hängen von der Positionierung der Lichtkugel ab. Das Spiel verwendet keine Dialoge, um die Geschichte zu erklären, sondern nutzt stattdessen die Handlungen der Charaktere und visuelle Hinweise. Der Spieler erkundet vier verschiedene Zeitepochen, Indonesien, China, die Türkei, Griechenland und das England des 19. Jahrhunderts, jede mit ihrem eigenen einzigartigen Stil. Jeder Charakter ist eine Schattenpuppe, ebenso wie der Rest der Umgebung. Die Figuren und der Vordergrund sind schwarz, während der Hintergrund in Sepia gehalten ist, was dem Stil der traditionellen Schattenspielleinwand entspricht.

## Entwicklungs- und Veröffentlichungsgeschichte
Chefentwickler Michael Chu erklärte, dass er als Kind mit Schatten an der Wand spielte und erkannte, dass es viele Möglichkeiten gibt, Schatten in der Spieleentwicklung zu nutzen. Nachdem sie sich für den Stil der Schattenpuppen entschieden hatten, besuchten sie den Puppenspieler Richard Bradshaw, der ihnen eine Führung durch seine Werkstatt gab und ihnen die Erstellung einer Schattenpuppe als Referenz für den Künstler Yosha Noesjirwan vorführte. Noesjirwan erhielt durch seine Eltern auch Einblick in die indonesischen Schattenpuppen.

## Rezeption
Projection: First Light gewann einen Platz im PAX Australia Indie Showcase 2017 und erlangte dadurch viel Aufmerksamkeit, so dass es auf vielen populären Gaming-News-Seiten wie Kotaku und NintendoLife vorgestellt wurde. Es wurde auch auf der PAX EAST 2018 ausgestellt, wo es von Spielern und Journalisten sehr gut aufgenommen wurde.